# Amfilochia
Amfilochia (in greco Αμφιλοχία?; in albanese Karvansarai) è un comune della Grecia situato nella periferia della Grecia occidentale (unità periferica dell'Etolia-Acarnania) con 20491 abitanti secondo i dati del censimento 2001.
A seguito della riforma amministrativa detta Programma Callicrate in vigore dal gennaio 2011 che ha abolito le prefetture e accorpato numerosi comuni, la superficie del comune è ora di 1091 km² e la popolazione è passata da 12515 a 20491 abitanti.